# 103-as főút (Magyarország)
A 103-as főút egy magyarországi másodrendű főút, melyet Budapest nyugati agglomerációjának peremvidékén hoztak létre 2025. január 1-jével, a térséget terhelő teherforgalom egyenletesebb eloszlásának elősegítése, ezáltal pedig a közlekedésbiztonság és a térségben élők életkörülményeinek javítása céljával.
A főút Bicske, Zsámbék és Esztergom térségét kapcsolja össze, Szomor, Nagysáp, Bajna és Tát településeket is érintve. Kitűzése gyakorlatilag egyetlen méternyi új út építését sem igényelte, mert teljes hosszában négy, korábban meglévő mellékúti útszakasz átminősítésével jött létre. Főúttá való kijelölése is ideiglenes jelleggel történt, addig, amíg végleges megoldás nem születik a térség gyorsforgalmi úttal való feltárására.

## Története
A létrehozatalát megelőző időszakban Esztergom városának és környékének nem volt valódi közlekedési kapcsolata a magyarországi autópálya-hálózattal, miközben a térségben kialakult – nem kis részben nemzetközi – állandó teherforgalom ezt már régebb óta indokolta volna. A várost a hozzá legközelebb húzódó autópályával, az M1-essel csak egyetlen másodrendű főút, a 102-es kötötte össze – 2025 előtt ez volt az egyetlen útvonal, amit ezen a vidéken az áthaladó teherforgalom is használhatott –, ráadásul ez is olyan út, amit meglévő mellékúti útszakaszok átszámozásával tűztek ki, és olyan, ami végighalad az általa érintett települések mindegyikének lakott területén, komoly forgalmi terheléssel sújtva azokat.
A város és az M1-es gyorsforgalmi úttal való összekötésére már a 2010-es évek elején születtek különféle elképzelések – Orbán Viktor miniszterelnök 2012. november 21-én, a magyar kormány és a Magyar Suzuki Zrt. között megkötött stratégiai megállapodás aláírási ünnepségén jelentette be először egy, Esztergomot és az M1-es autópályát összekötő új autóút megépítését. A későbbiekben többféle nyomvonalváltozat és azokhoz kapcsolódó terv készült, de a gyorsforgalmi út – egy korábbi, munkaközi elnevezésével R11-es gyorsút, jelenlegi tervezési nevén M100-as autóút – azóta sem jutott el a megvalósítási fázisnak még a közelébe sem.